# Brigitte Macron
Brigitte Macron, született Trogneux, korábban első férje nevén Auzière (Amiens, 1953. április 13. –) tanár, Emmanuel Macron francia elnök feleségeként az V. francia köztársaság Première dame-ja.

## Család és magánélet
Jean Trogneux (1909–1994), a Chocolaterie Trogneux édességüzem ötödik generációs csokoládégyárosa és Simone Trogneux (született Pujol, 1910–1998) gyermekeként született. Brigitte volt a legkisebb gyerek öt testvére közül, születésekor a legfiatalabb testvére is már húsz éves volt. Huszonegy évesen, 1974. június 22-én feleségül ment egy Andre-Louis Auzière nevű bankárhoz, akitől három gyermeke született: Sébastien Auzière (1975), Laurence Auzière (1977) és Tiphaine Auzière (1984).
Először sajtósként dolgozott, majd részt vett egy tanárképző tanfolyamon, és állást kapott a város neves jezsuita iskolájában. Franciát és latint tanított, illetve az iskola színjátszó csoportját vezette. 1992-ben itt találkozott diákként az akkor 15 éves Emmanuel Macronnal, aki a lánya osztálytársa volt. A diák már akkor szerelmet vallott neki, Brigitte-re pedig nagy hatást tett Macron tehetsége az irodalomban. Mikor Macron szülei rájöttek, hogy a fiuk nem Brigitte lányának udvarol, mint ahogy azt hitték, megkérték a tanárnőt, hogy hagyja békén a fiukat, legalább amíg nagykorú nem lesz. Macront ezután Párizsba küldték továbbtanulni, de a szerelem nem múlt el, és mikor az egykori diák 17 éves lett, hivatalossá tették a kapcsolatot, bár Brigitte addig nem akart hozzámenni, amíg saját szülei éltek. Férjétől, gyermekei apjától 2006. január 26-án vált el és a következő évben már feleségül is ment Macronhoz, akivel 2007. október 20-án kötöttek házasságot. Bár Brigitte nagyobbik lánya egyidős a férjével, és hét unokája is van már, a családi viszony nagyon egységes, Brigitte mellett a legkisebb lánya, Tiphaine is aktívan részt vett Macron kampányában. Férje politikai szerepvállalásával lett közszereplő, és a közbeszéd témája a nagy korkülönbség ellenére is jól működő házassága.

## Fordítás
Ez a szócikk részben vagy egészben  a   Brigitte Macron című francia Wikipédia-szócikk ezen változatának fordításán alapul.  Az eredeti cikk szerkesztőit annak laptörténete sorolja fel. Ez a jelzés csupán a megfogalmazás eredetét és a szerzői jogokat jelzi, nem szolgál a cikkben szereplő információk forrásmegjelöléseként.